# Gornji Črnci
Gornji Črnci – wieś w Słowenii, w gminie Cankova. W 2018 roku liczyła 130 mieszkańców.